# Das trojanische Pferd (Band)
Das trojanische Pferd ist eine Band aus Wien, die sich stilistisch grob mit dem Begriff Chanson-Punk umschreiben lässt.

## Geschichte
Die Gründungsmitglieder Hubert Weinheimer und Hans Wagner lernten sich im Sommer 2006 beim zweiten Konzert von Wagners Band Neuschnee kennen. Wenig später trafen sie sich erneut bei einem Seminar der Universität für Musik und darstellende Kunst Wien. Im Februar 2007 spielten sie auf Einladung von Ernst Molden in dessen Vorprogramm ihr erstes Konzert. Im März 2007 wurde die Demo-EP Triptychon aufgenommen. 2007 und 2008 spielte die Band zahlreiche Konzerte in Österreich und Süddeutschland.
2009 veröffentlichte sie ihr selbstbetiteltes Debütalbum, auf dem zahlreiche Gastmusiker (Ernst Molden, Paper Bird, Velojet u. a.) vertreten sind. Dieses Album wurde – live – in Hans Wagners Wohnzimmer mithilfe des Burgtheatermusikers und Autors Bernhard Moshammer aufgenommen und erschien auf Cheap Records, das sich bis dahin in erster Linie in der Electro-Szene einen Namen gemacht hatte. Wien brennt wurde vom österreichischen Radiosender FM4 sporadisch gespielt. In der Sendung Im Sumpf kamen auch andere Lieder des Albums wiederholt zum Einsatz, insbesondere Fahrstuhlmusik / Mein Herz..., das aufgrund des prägnanten Schlussrefrains „mein Herz schlägt mich innerlich tot“ zu einem musikalischen Wahrzeichen der Band wurde. Ende 2009 ging die Band auf eine kurze Tour mit Nils Koppruch, dessen Album Loch in der Welt (mit der Band Fink) ein prägender Einfluss für Hubert Weinheimer ist.
Im Februar 2010 erschien eine Remix-EP (Vinyl) des Debütalbums mit dem Titel Hybrid, die im Wiener Flex im Rahmen eines Live-Konzerts präsentiert wurde. Mit Treibgut, dem Bonustrack der EP, hatte die Band ihren ersten Song in regulärer FM4-Rotation. 2011 wechselte die Band zu Problembär Records, wo auch befreundete Bands wie Neuschnee, Parkwächter Harlekin und Der Nino aus Wien vertreten sind. Die erste Veröffentlichung auf dem neuen Label war eine Live-EP von einem Konzert im ORF-Radiokulturhaus mit dem Titel so, die zum freien Download angeboten wurde.
2012 veröffentlichte die Band mit Wut und Disziplin ihr zweites Album (Vinyl/CD). FM4 nahm erst Was du nicht alles sagst in Rotation und später Hartes Brot. Ebenfalls 2012 erschien ein Samplerbeitrag für Preiser Records. Die Band coverte ein Stück von Kurt Sowinetz. Beim Wiener Popfest 2012 spielte die Band in großer Besetzung auf der Open-Air-Bühne. Drei Lieder aus diesem Konzert wurden in einer kurzen Live-EP zusammengefasst und auf der Website der Band gratis zum Download zur Verfügung gestellt.
Von November 2012 bis Mai 2013 machte die Band live die Musik zum Theaterstück Der Weltuntergang von Jura Soyfer im Rabenhof Theater Wien. Das Stück und insbesondere die musikalische Umsetzung der Band wurden von zahlreichen Medien hoch gelobt. Die dazugehörigen EP musik aus dem theaterstück der weltuntergang von jura soyfer wurde Anfang 2013 digital veröffentlicht.
2014 steuerte die Band neben Gisbert zu Knyphausen, Fehlfarben, Knarf Rellöm uvw. ein Lied auf dem Sampler A Tribute to Nils Koppruch & Fink bei. Sie coverten das Stück Hund. Ende 2014 veröffentlichte Hubert Weinheimer im Magazin The Gap einen kritischen Beitrag über zeitgenössische Popmusik.
Im Jänner 2015 veröffentlichten sie die Single Idiotenlied. Im Mai desselben Jahres erschien mit Dekadenz das dritte Studioalbum der Band. Die zweite Radiosingle war Ich du er sie es (Warren's Song). Ende 2015 erschien der Sampler-Beitrag Staub (Stirner & Seidl Remix), der im darauffolgenden Sommer ebenfalls bei FM4 in Rotation ging.
In der Ankündigung zum Wiener Popfest 2016 schrieb der Musikjournalist Robert Rotifer: „In künftigen Retrospektiven wird Das Trojanische Pferd unter dem Titel "Absurd unterbefeierte Anti-Pop-Legende" firmieren.“ Der Auftritt, der um 4:00 morgens erweitert um das Bläser-Ensemble Federspiel endete, war laut Standard „für viele der Höhepunkt“ des Festivals.
2018 spielte Hubert Weinheimer solo im Rahmen der Theaterproduktion "Digitalis Trojana" am Schauspielhaus Wien. Neben drei Liedern aus dem Katalog der Band war dabei auch ein neues Lied zu hören – sowie eine Beatles-Coverversion. Er hatte zudem eine kurze Sprechszene. Bei einem Interview, das er in diesem Zusammenhang gab, sprach er sich vehement gegen die Trivialisierungstendenzen in der zeitgenössischen Popmusik aus.

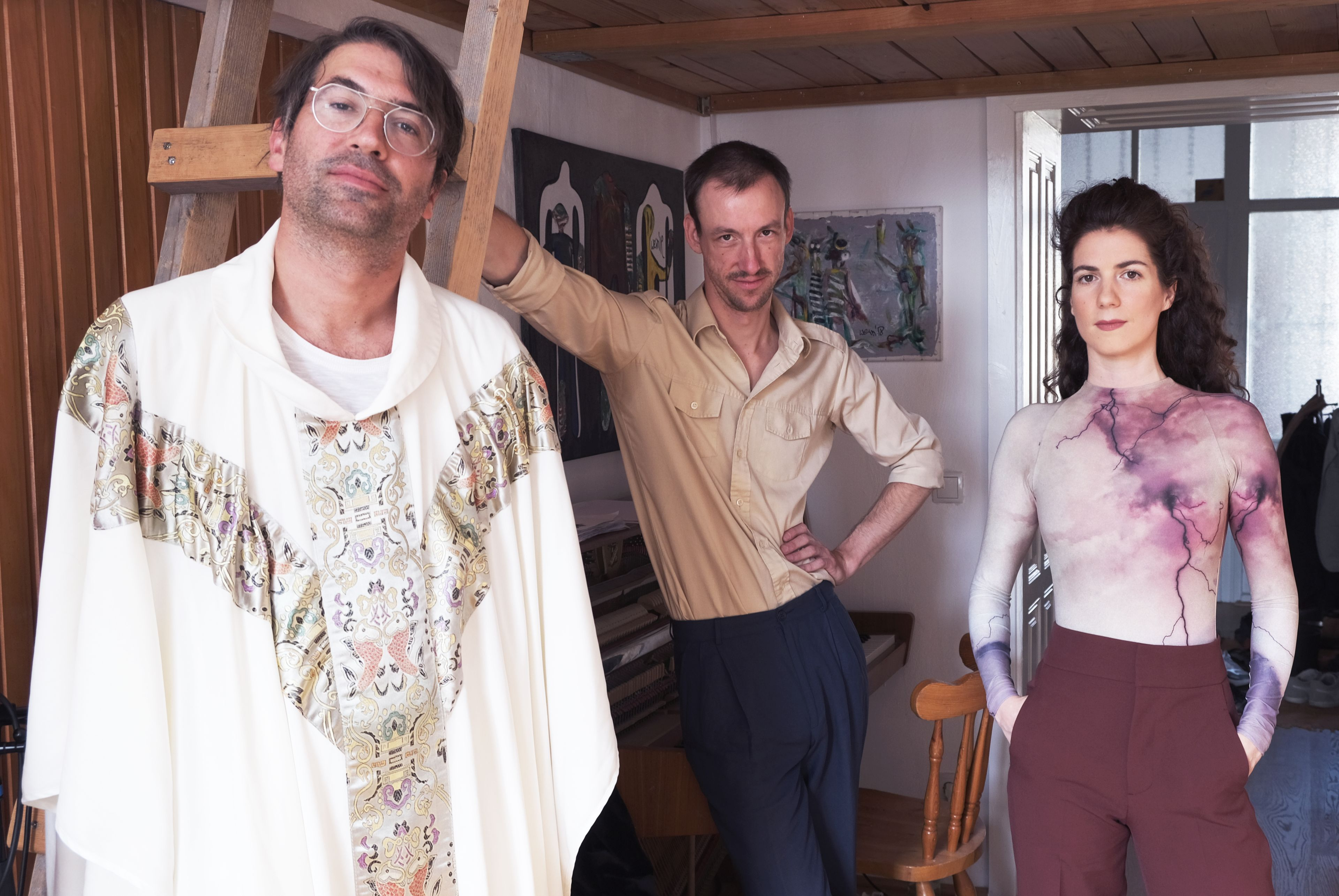
Das Trojanische Pferd 2020 - Hubert Weinheimer, David Schweighart, Judith Filimónova (Foto: Timon Mikocki)

Am 8. Mai 2020, gerade als die restriktiven Corona-Maßnahmen ihren ersten Höhepunkt erreicht hatten, veröffentlichte die Band mit „Gunst“ ihr viertes Album. Eingespielt wurde es von Hubert Weinheimer, David Schweighart und Rene Mühlberger, der die Band aber noch vor Fertigstellung des Albums verließ. Für ihn kam kurz vor Veröffentlichung die Bassistin Judith Filimónova. Die Live-Präsentation im Schauspielhaus Wien wurde zunächst abgesagt, konnte aber am 20. Juni 2020 nachgeholt werden. Die erste Radiosingle des Albums war „Ich weiß wo du wohnst“. Im dazugehörigen Video, das wie die meisten Videos der Band von Timon Mikocki ist, wurde das damals neue Thema des „social distancing“ aufgegriffen und so der Text des bereits vor der Krise fertigen Liedes nachträglich visuell umgedeutet. Die zweite Single war „Wir werden sehen“. Dieses Stück hebt sich deutlich von allen vorherigen Arbeiten der Band ab. Während alle bisherigen Lieder weitestgehend mit akustischen Instrumenten eingespielt wurden, ist die treibende Kraft diesmal ein pulsierender Synthesizer.
Neben diversen musikalisch opulenten Auswüchsen – beispielsweise dem Bläsersatz der befreundeten Band Federspiel bei „Sisyphus & Frankenstein“ – wartet das Album noch mir drei sehr reduzierten und persönlichen Klavierballaden auf. Auf diese musikalische Heterogenität angesprochen antwortete Hubert Weinheimer der Wiener Zeitung: „Lange Zeit war es mir wichtig, griffige und in sich geschlossene Alben zu machen. Wir haben unsere musikalische Position als Band immer recht klar definiert. Gerade deswegen aber war für mich klar: Pferd Nummer vier wird die Komfortzone verlassen. Darüber hinaus habe ich in den letzten beiden Jahren auch als Hörer mein musikalisches Spektrum erweitert und festgestellt, dass es die Genregrenzen, die in den Nuller-Jahren gefühlt noch recht rigide waren, heute keine große Rolle mehr spielen.“ Gerhard Stöger vom FALTER fragte nach dem Stellenwert von Kultur in Zeiten vor Corona und erhielt eine sehr grundsätzliche Antwort: „Kultur ist das, was passiert, wenn man sich mit dem Leben auseinandersetzt. Manche Menschen scheuen die Konfrontation mit sich selbst und ihrer Umwelt und bereuen das irgendwann. Ich habe dahingehend vorgesorgt. Wer die Perspektive nicht früh weitet, steht irgendwann zwangsläufig im Finstern.“
Das Rolling Stone Magazine stellte Vergleiche zu Frank Spilker, Thom Yorke & Andre Heller an, kritisierte allerdings, dass „die Gitarren wie eine handgesägte Kulisse“ klängen. Das britische R2 Magazine fasste die musikalische Diversität des Albums folgendermaßen zusammen: „Despite the dramatic changes of tempo and style its cohesiveness is in its intimacy.“

## Besetzung
Hubert Weinheimer ist auch als bildender Künstler aktiv und hat seine Arbeiten unter anderem in der Schweiz und Südkorea ausgestellt. Zu seinen wiederholt genannten musikalischen Einflüssen zählen Leonard Cohen, The Kinks, Fink (Nils Koppruch), Die goldenen Zitronen, Die Sterne, Pavement, Moldy Peaches, Kante und Nirvana. 2013 veröffentlichte er mit Reusen seine erste literarische Arbeit – eine Kurzgeschichte für den Band Reise durch Europa des Verlages Redelsteiner Dahimène Edition. Im April 2014 wurde sein Debütroman Gui Gui oder Die Machbarkeit der Welt veröffentlicht.
Hans Wagner spielt darüber hinaus bei Neuschnee und Hans im Glück. Er ist Multiinstrumentalist und Tontechniker und hat diverse Soundtracks für Theater und Filme komponiert, u. a. für den Film Local Heroes. Er hat mit zahlreichen Wiener Musikern zusammengearbeitet und spielt seit 2013 regelmäßig als Substitut am Wiener Burgtheater. Seit 2014 spezialisiert er sich auf den Bereich Audio-Mastering. Seit 2015 ist er kein aktives Mitglied der Band mehr, bleibt aber in ihrem Dunstkreis.
Rene Mühlberger war bis 2017 außerdem Sänger und Gitarrist bei Velojet und ist seit Herbst 2016 (Live-)Gitarrist bei Clueso. 2018 startete er sein Soloprojekt PRESSYES. Ende 2019 verließ er die Band. Neben Hubert Weinheimer ist er die einzige Person die auf allen 4 Alben zu hören ist. (Auf der Debütplatte spielte er die Trompete bei "Fahrstuhlmusik".)
David Schweighart ist zudem Schlagzeuger bei Shrack und Voodoo Jürgens. Mit seinem Solo-Projekt "Schrecken" ist er mitverantwortlich für den Soundtrack des preisgekrönten Filmes "The trouble with being born".
Judith Filimónova war erstmals Mitte Mai 2020 bei einer gestreamten Wohnzimmer-Session zu sehen. Seither ist die Bassistin (ehemals u. a. Fijuka) Teil der Band.

## Diskografie

### Alben
- 2009: Das trojanische Pferd (Cheap Records)
- 2012: Wut und Disziplin (Problembär Records)
- 2015: Dekadenz (Monkey/Schallter)
- 2020: Gunst (Monkey/Schallter)

### EPs
- 2007: Triptychon
- 2010: Hybrid (Remix EP) (Cheap Records)
- 2010: so - live @ RKH
- 2011: Karneval vs Was du nicht alles sagst (Problembär Records)
- 2012: D.T.P. @ popfest 2012
- 2013: musik aus dem theaterstück der weltuntergang von jura soyfer (Problembär Records)